# Vénus et Mars (Rubens)
Vénus et Mars est une peinture à l'huile sur panneau du peintre flamand Pierre Paul Rubens et est l'une des œuvres les plus importantes conservées au Palazzo Bianco à Gênes.

## Histoire
Le panneau a été identifié dans l'inventaire des biens de Rubens sous le titre « Un suisse avec sa maîtresse, accompagnée d'un satyre, œuvre imparfait sur fond de bois ». En 1668, il apparaît dans la liste des biens dressée à Madrid à la mort de Luis de Benavides Carrillo, marquis de Caracena et gouverneur de Milan et de Flandre. En 1691, il figure dans l'inventaire de l'amiral de Castille. En 1735, il fut finalement expressément identifié à Gênes, au Palazzo Rosso, comme propriété de Gian Francesco II Brignole Sale. Les critiques émettent l'hypothèse que la toile serait arrivée dans la ville en provenance de Madrid une trentaine d'années plus tôt, par l'intermédiaire de Francesco de Mari. Finalement parvenu à la dernière héritière de la maison, Maria Brignole Sale De Ferrari, il fut transporté à la résidence parisienne de la famille à l'Hôtel de Matignon. En 1889, selon les dispositions de la duchesse de Galliera elle-même, il fut ramené dans la capitale ligure et donné aux collections civiques de la ville.

## Description et style
L'interprétation allégorique traditionnelle des personnages est la suivante : Mars, dieu de la guerre, habillé en lansquenet, cède au charme sensuel de Vénus, également en tenue contemporaine. Pendant ce temps, l'Amour, placé en bas à droite, le désarme. Bacchus offre à Mars une coupe de vin versée dans la fiole d'argent. Dans le coin supérieur droit, à peine visible, on peut voir une vieille femme, symbole de la Fureur guerrière, qui regarde Mars allant vers un plaisir plus intense que celui de la guerre. Le choix d'habiller Mars en lansquenet est influencé par les guerres dévastant l'Europe à cette époque, en particulier la guerre de Trente Ans qui déchira le vieux continent de 1618 à 1648.
Chef-d'œuvre de la maturité tardive de Rubens, datable entre 1632 et 1635, le tableau est peint avec sa technique habituelle de touches rapides de matière picturale pleine d'intensité chromatique.